# Tåsinge
Tåsinge – duńska wyspa leżąca na południe od Fionii, pomiędzy cieśninami Mały Bełt i Wielki Bełt.

## Krótki opis
Administracyjnie należy do regionu Dania Południowa. W latach 1970–2006 należała do okręgu Fionii.
- powierzchnia: 69,79 km²
- ludność: 6146 mieszkańców (I 2017 r.)[1]
- najwyższe wzniesienie: Bregninge Kirke (72 m n.p.m.)

Główną atrakcją turystyczną Tåsinge jest zamek Valdemars Slot (wybudowany w latach 1639–1644 przez króla Christiana IV), wyspa jest również znana jako miejsce śmierci Elviry Madigan (1889 r).

## Demografia
- Wykres liczby ludności Tåsinge na przestrzeni ostatniego stulecia

źródło: Duński Urząd Statystyczny